# Diablo: Hellfire
Diablo: Hellfire – dodatek do gry Diablo stworzony przez Synergistic Software i wydany przez Sierra On-Line (później Sierra Entertainment) w 1997 roku.
W grze pojawiły się trzy nowe grywalne postacie, którymi gracz przemierza lochy zlokalizowane pod wioską Tristram. Oprócz dostępnego Mnicha, możliwe jest uzyskanie kontroli nad Bardem oraz Barbarzyńcą (po uprzednim utworzeniu specjalnego pliku o nazwie command.txt).
Fabuła koncentruje się wokół unicestwienia demona Na-Krula, uwięzionego na ostatnim poziomie Krypty. Nowa mapa składa się z czterech (generowanych losowo) poziomów. Oprócz tego, można zwiedzić Gniazdo, zamieszkane przez potwory przypominające robaki.
Ponadto dodano nowe zbroje, zaklęcia i broń, dodano nowe właściwości magiczne przedmiotów oraz umożliwiono noszenie większej ilości złota w ekwipunku. Pojawiły się też nowe zadania specjalne oraz nowi bohaterowie niezależni.